# Furttenbachsches Schloss
Das Furttenbachsche Schloss ist ein Schloss in Reichenschwand im mittelfränkischen Landkreis Nürnberger Land in Bayern. Es wurde ebenso wie das Ältere Schloss Reichenschwand von der Nürnberger Patrizierfamilie Furt(t)enbach erbaut. 

## Geschichte

### Vorgeschichte
Eine Wasserburg in Reichenschwand wurde um 1300 von dem Ministerialengeschlecht von Strahlenfels erbaut. Der begüterte Kaufherr Bonaventura I. Furtenbach aus einer bereits 1371 erstmals erwähnten Nürnberger Familie kaufte die Burg, ließ sie 1531 abreißen und ein neues Renaissanceschloss, Schloss Reichenschwand, erbauen. 
Im Dreißigjährigen Krieg von 1618 bis 1648 wurden Schloss und Stadt Reichenschwand weitgehend zerstört, aber von Bonaventura I., Johann Wilhelm von Furtenbach zwischen 1700 und 1770 das Schloss wesentlich umgestaltet. 

### Geschichte des Neuen Furttenbachschen Schlosses
Aufgrund erhöhten Platzbedarfs durch die Familie ließ Wilhelm August von Furtenbach kurz nach 1700 nördlich der Schlossanlage an der Landstraße das so genannte „Schlößchen“ oder „neue Furttenbachsche Schloß“ errichten, das 1755 und 1778 erweitert und umgebaut wurde. Nach 1808 wurde es vom Gutsbesitz getrennt an den Seilermeister Arnold verkauft, dessen Witwe es 1823 dem Sohn Andreas Arnold übergab. Die Seilerei wurde weiterhin auf dem Anwesen betrieben. Peter Arnold, der das Anwesen 1858 übernahm, hatte wirtschaftliche Schwierigkeiten, die 1869 in eine Zwangsversteigerung mündeten, bei der der Kühnhofener Bauer Georg Stiegler das Höchstgebot abgab. Nachdem dieser die Arnoldschen Grundstücke in mehreren Teilen gewinnbringend verkauft hatte, veräußerte er das Herrenhaus 1870 an Martin Süß, dessen Familie es noch im 20. Jahrhundert besaß.

## Baubeschreibung
Das Baudenkmal wird folgendermaßen beschrieben:
- Sog. zweites Furt(t)enbachsches Schloss, zweigeschossiger Sandsteinbau mit Mansarddach, bez. 1755; mit Ausstattung
- baulich anschließendes Wirtschaftsgebäude, Ziegelstein, wohl 2. Hälfte 19. Jh.